# Parmezán

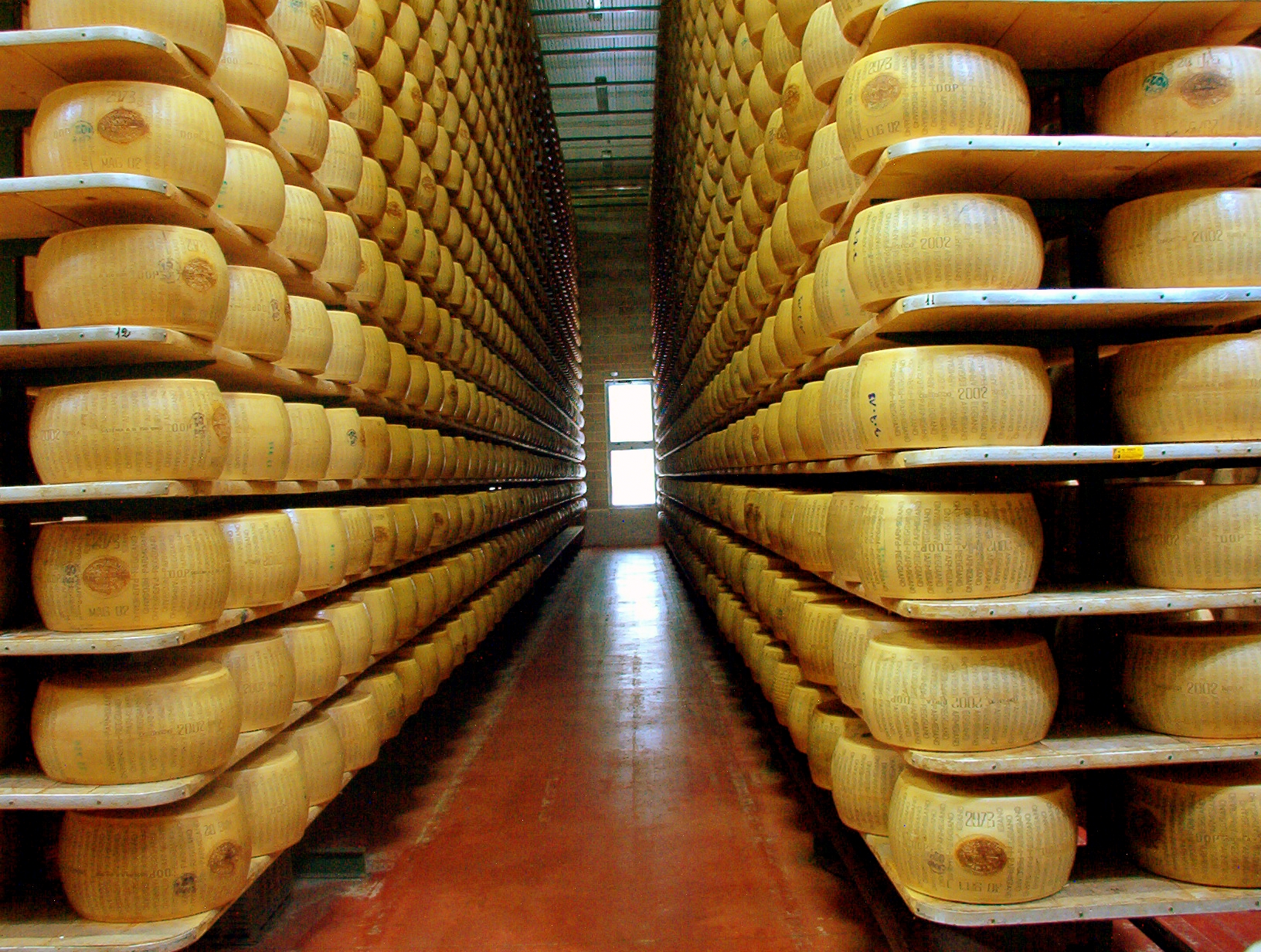
Parmezán zrající na dřevěných policích

Parmezán (též parmesan nebo počeštělé parmazán) je sýr původem z Itálie. Má žlutou barvu, zrnitou strukturu a hladkou kůrku.
Pravý italský parmezán se nazývá Parmigiano-Reggiano (podle provincie Parma a provincie Reggio Emilia) a v EU je od 12. června 1996 chráněnou značkou původu. Název parmezán se používá pro sýry ho napodobující.
Vyrábí se z čerstvého a částečně odtučněného kravského mléka. Sýry mají tvar bochníků o průměru mezi 40–45 centimetry a tloušťce 18–24 cm. Průměrná hmotnost bochníku je 39,9 kilogramu. Na jeden kilogram sýra je potřeba asi 13,5 litru mléka – k výrobě bochníku Parmigiano Reggiano je proto potřeba asi 520 litrů mléka. Bochníky se nechávají 15–20 dnů máčet v solném roztoku. Následuje zrání na dřevěných policích, které trvá od 1 roku do 3, 4 nebo i 6 let.
Rozlišují se třídy stáří:
- 12 měsíců = nuovo
- 24 měsíců = vecchio
- 36 měsíců = stravecchio
- 48 měsíců = stravecchione
- 72 měsíců = extra stravecchione

72 měsíců zrající Parmigiano Reggiano extra stravecchione je ale mimořádně vzácný, protože jen málo producentů nechá sýr zrát tak dlouho.[zdroj⁠?!]
Parmezán se snadno rozpouští a používá se do polévek, omáček, do těstovin, jako posyp nebo se dá konzumovat samotný s vínem.